# ニコジーア
ニコジーア（イタリア語: Nicosia, シチリア語: Nicusìa）は、イタリア共和国シチリア州エンナ県にある、人口約1万3000人の基礎自治体（コムーネ）。

## 地理

### 位置・広がり

#### 隣接コムーネ
隣接するコムーネは以下の通り。括弧内のMEはメッシーナ県、PAはパレルモ県所属を示す。
- カラシベッタ
- カステル・ディ・ルーチョ (ME)
- チェラーミ
- ガリアーノ・カステルフェッラート
- ガンジ (PA)
- ジェラーチ・シークロ (PA)
- レオンフォルテ
- ミストレッタ (ME)
- ニッソリーア
- スペルリンガ
- アジーラ